# 薬師寺東京別院
薬師寺東京別院（やくしじとうきょうべついん）は、東京都品川区にある法相宗の寺院。

## 歴史
1975年（昭和50年）に開山された。法相宗大本山の薬師寺は、1528年（享禄元年）の兵乱で大半の伽藍が焼失した。そして昭和後期より、かつての大伽藍再建を目指す「白鳳伽藍復興事業」が開始された。薬師寺は檀家制度を持たないので、広く一般から写経勧進を行うことで建設費を賄おうとしており、その東京の拠点として当院が創建された。
当院がある場所は、かつて御家流香道の香人山本霞月（1971年没）の邸宅があったところである。そのため、別院として改築された後も、霞月の座敷も保存されており、日本の伝統芸能に触れる各種教室も開かれている。
現在、東京別院独自の事業として「三千佛供養勧進」がある。大伯皇女が父天武天皇の菩提を弔うため千体仏を祀った故事によるものである。本尊の背後の壁に三千仏を嵌め込む予定である。

## 交通アクセス
- 五反田駅より徒歩5分。